# 空のキャンバス
『空のキャンバス』（そらのキャンバス）は、今泉伸二による日本の漫画。『週刊少年ジャンプ』（集英社）において、1986年33号から1987年41号まで連載された。
単行本は全7巻（ジャンプ コミックス）が発刊された後、ワイド版（ジャンプコミックスセレクション）全5巻、文庫版（集英社文庫）全5巻が発行されている。
2017年3月30日からWEBコミックサイト「ゴラクエッグ」（日本文芸社）においてリメイク版『VIVA!! 空のキャンバス』の連載が開始されたが、未完のまま単行本化もされていない。

## 概要
作者の今泉が学生時代に体操競技の経験があり、その経歴・経験を生かした作品となっている。作品がジャンプ本誌に連載されたのは、ロサンゼルス五輪とソウル五輪の期間である。作中に登場するゆかにおける三回宙返りは1980年代にはまだ未開発の技であり、後にワレリー・リューキンが発表することとなった。他にも、鉄棒の伸身マルケロフ1回ひねり（ウェルストロム）などがのちに実現した。
連載中に徐々に絵柄のタッチが変化し、初期の頃は少年漫画らしい絵柄だったが、後半は劇画タッチに変化していた。

## あらすじ
幼少期にヒーローを気取っていた太一の前に現れた「あいつ」は、彼に月面宙返りを披露する。その後、消息を絶った「あいつ」に再会して勝負を挑むため、中学生になった太一は体操を始める。順調に成長する太一だが、「あいつ」を助けるために幼年期に負った背中の大怪我が、その体を蝕んでいた。

## 主な登場人物
北野 太一（きたの たいち）
主人公の14歳の少年。清流体操クラブ所属で赤城家に下宿している。「あいつ」に再会し勝負を挑むため、体操を始めた。天真爛漫でつかみ所のない飄々とした性格だが、天性の体操センスを誇る。幼少期に負った大怪我が原因で神経系に重病があり、生命の危険が付きまとう。
赤城 榛名（あかぎ はるな）
本作のヒロイン、13歳の少女。清流体操クラブ所属で体操日本女子ジュニアチャンピオン。幼少期は男の子っぽかった。自身と太一とを結ぶ「ある出来事」を知り、苦悩する。
赤城 山太郎（あかぎ やまたろう）
榛名の父で、清流体操クラブのコーチ。太一の事情を知り身元を引き受け、体操を教授する。
賢苦労（けんくろう）
太一の幼馴染。モヒカンに上半身裸で皮のベストを着ている。「あいつ」の正体を知っていたものの、それを隠して太一をサポートした。
蓼科 沙織（たてしな さおり）
作中における「一昨年の体操日本女子ジュニアチャンピオン」。太一と榛名の知人であり、太一がリハビリ中に出会って一目惚れし、「あいつ」に勝ったら結婚して欲しいと求婚されている。
鳴海（なるみ）
雑誌「体操ジャーナル」記者。赤城コーチの下で体操選手として活躍したが、怪我で挫折した過去をもつ。榛名には兄のような存在。かつて自身が大怪我を負った「後方伸身三回ひねり」を太一に教える。
五十嵐 俊（いがらし しゅん）
太一の「あいつ」を名乗る少年。C.ドロノワコーチの指導を受け体操を始めた。共演会で太一と対決する。幼年期は女の子と間違えられたほどの美少年。天涯孤独で少年院にいたが、実は美咲という少女の手術代のために大金を盗んだ青年の身代わりとして入り、出所後に鳴海が才能に気付いて体操選手になる。本当は「あいつ」ではなく、床運動で大怪我を負ったときにそれを明かし、ムーンサルトを決めた太一に憧れていたことを吐露した。
滝 浩太郎（たき こうたろう）
立国病院の医師、太一やあずさの主治医。
倉崎 麗華（くらさき れいか）
倉崎重工会長の娘。太一に好意を寄せ強引な手法で交際を迫るが、天然の太一は気付かない。
あずさ
下半身麻痺を患う少女。入院中の太一と出会い、彼の「あいつ」捜しを応援する。太一と同じ病気を抱えるため、太一とは親しい。死期を悟り、最後の願いとして病院を抜け出して太一を応援するが、会場で命を落とす。
鶴巻 公次（つるまき こうじ）
体操日本男子ジュニアチャンピオン。個人的な感情から強化合宿で太一をいじめるが、太一の病気と「あいつ」との過去を知り後に改心した。
エレナ・シュトロワ
ソ連の女子体操選手。消息不明となっている日本人の母を捜す手段として、体操で有名になることを目指す。体操においては榛名を凌駕する能力を誇る。日本体操協会会長夫人が実母だと気付くが、あえて自分が娘だと名乗らなかった。

## 用語
あいつ
太一が再会を望む少年。実は「少年」ではなかったが、それを太一は知らずに消息を追いかけている。
木駄町（きだちょう）
太一や賢苦労の故郷。「あいつ」はこの町の高台にある公園で月面宙返りを披露した。
マント
太一が「あいつ」から受け取り大切にしているボロボロのマント。赤地にハートマークで囲まれた「す」の文字が刺繍されている。
清流学園中等部（せいりゅうがくえんちゅうとうぶ）
太一や榛名、麗華が通う学園。
清流体操クラブ（せいりゅうたいそうくらぶ）
太一や榛名が所属する体操クラブ。かつては鳴海も所属したが、榛名以外に有力選手が育成されていないと揶揄される。
最っ低（さいってい）
榛名の太一に対する口癖。
共演会（きょうえんかい）
体操の競技大会のひとつ。太一と俊が闘った大会。
後方伸身三回宙返り三回ひねり（こうほうしんしん3かいちゅうがえり3かいひねり）
オランダのロッテルダムで行われた体操競技世界選手権大会において、ゆかの種目で太一が披露した奇跡の神技。なお、現実世界でこれを披露した選手は存在しない。榛名は「空のキャンバスに描いた技」と形容した。

## 書誌情報

### 単行本
- 今泉伸二『空のキャンバス』集英社〈ジャンプ・コミックス〉、全5巻
  1. 1997年3月発売 ISBN 978-4834215519
  2. 1997年4月発売 ISBN 978-4834215526
  3. 1997年5月発売 ISBN 978-4834215533
  4. 1997年6月発売 ISBN 978-4834215540
  5. 1997年7月発売 ISBN 978-4834215557

### コミック文庫版
- 今泉伸二『空のキャンバス』集英社〈集英社文庫〉、全5巻
  1. 2001年2月発売 ISBN 978-4086176118
  2. 2001年2月発売 ISBN 978-4086176125
  3. 2001年4月発売 ISBN 978-4086176132
  4. 2001年4月発売 ISBN 978-4086176149
  5. 2001年4月発売 ISBN 978-4086176156

## 反響
Webメディア『ミドルエッジ』は「主人公や、作品の登場人物が凄く泣いていたイメージです。毎週誰かかしら涙を流していた気がしますね・・。熱い作品だと思います。」と評し、佐藤秀峰は「少年のための少年漫画だと思います。すばらしい！！！」、じゃまおくんは「感動的ストーリーでジャンプ読者に多大なインパクトを残した。」と評している。